# Jacquemontia montana
Jacquemontia montana är en vindeväxtart som först beskrevs av Stefano Moricand, och fick sitt nu gällande namn av Carl Daniel Friedrich Meisner. Jacquemontia montana ingår i släktet Jacquemontia och familjen vindeväxter. Inga underarter finns listade i Catalogue of Life.